# Now (Izrael)
Now (hebr. נוב) – moszaw położony w Samorządzie Regionu Golan, w Dystrykcie Północnym, w Izraelu.
Leży w centralnej części Wzgórz Golan.

## Historia
Moszaw został założony w 1971 roku.

## Gospodarka
Gospodarka moszawu opiera się na rolnictwie i turystyce.